# Wolfgang Küntscher
Wolfgang Bruno Gustav Küntscher (* 27. Mai 1902 in Zwickau; † 21. Mai 1966 in Rostock) war ein deutscher Eisenhütteningenieur und Hochschullehrer. Er war zeitweise Inhaber des Lehrstuhls für Eisenhüttenkunde an der Bergakademie Freiberg, Entwickler einer Stahlsorte und Mitverfasser eines Standardwerkes zu Baustählen.

## Leben
Küntscher war der Sohn von Gustav Hermann Küntscher (Direktor in der Webstuhlfabrik Schönherr in Chemnitz) und dessen Ehefrau Marie Therese geb. Gottschaldt. Der Chirurg Gerhard Küntscher war sein älterer Bruder.
Nach der Volksschule und dem Besuch eines Reformgymnasiums in Chemnitz nahm Küntscher von April bis September 1921 ein sechsmonatiges Betriebspraktikum in einem Lübecker Hochofenwerk wahr. Danach nahm er ab dem 10. Oktober 1921 ein Studium der Eisenhüttenkunde in seiner sächsischen Heimat an der Freiberger Bergakademie auf. Dieses Studium konnte er durch sein hohes Engagement bereits nach 7 Semestern weitestgehend abschließen. Zeugnis für seinen Studienfleiß war unter anderem die Bearbeitung einer von der Bergakademie für das Studienjahr 1922/23 gestellten Preisaufgabe über Die festen Lösungen, ihr Wesen und ihre allgemeine Bedeutung in der Metallkunde. Für diese auch als Diplomarbeit anerkannte Ausarbeitung erhielt Küntscher das Prädikat vorzüglich und als Preis 300 Goldmark. Bereits während des 8. Semesters begann er mit Untersuchungen für seine Dissertation, die er im Februar 1926 mit dem Thema „Der Einfluss verschiedener Mittel beim Glühen des Stahls“ einreichte. Die dazu erforderliche mündliche Prüfung legte er am 20. November 1926 ab. Die Promotionskommission würdigte seine Arbeit mit dem Prädikat mit Auszeichnung bestanden (summa cum laude).

### Küntscher als Praktiker
Schon während des Studiums arbeitete Küntscher als Jungingenieur ab 1924 zunächst bei der Firma Meier & Weissel in Leipzig, später, im Rahmen seiner Dissertationsforschungen, im Riesaer Stahlwerk. Zum 1. Juni 1926 fand er eine Anstellung als Mitarbeiter der Materialprüfstelle der Ammoniakwerke Merseburg GmbH, einem Ammoniak-Synthesewerk der BASF AG. Nach einer Einarbeitung im Ludwigshafener Stammwerk nahm Küntscher zum 1. Oktober 1926 seine Arbeit im Leunawerk auf, wo er bis 1940 das metallurgische Laboratorium leitete. Zum 1. August 1930 trat Küntscher in die NSDAP ein (Mitgliedsnummer 282.317). Zum 1. August 1940 wurde Küntscher kriegsdienstverpflichtet und mit seiner Familie nach Oberschlesien versetzt. In den Vereinigten Oberschlesischen Hüttenwerken arbeitete er zunächst als Oberingenieur und Leiter der Qualitätsstelle des Kattowitzer Edelstahlwerks Baildonhütte. Später wechselte Küntscher in gleicher Funktion zum Presswerk Laband. Nach der Besetzung Italiens im Sommer 1943 wurde Küntscher mit der Werkleitung des Stahlwerks Cogne im Aostatal beauftragt. Danach folgten 1944 zwei weitere bedeutende Dienststellungen: zunächst wurde Küntscher Chefmetallurge der Reichswerke Hermann Göring in Lothringen, später Chefmetallurge der Reichswerke im österreichischen Linz und Donawitz. Das Kriegsende erlebte er in Österreich, wo er bis Ende 1945 als stellvertretender Leiter der Versuchsanstalt der Vereinigten Österreichischen Stahlwerke AG (VÖEST), dem Nachfolger der Reichswerke, in Linz tätig war. Die Entnazifizierung überstand Küntscher offenbar problemlos.
Zu Beginn des Jahres 1946 musste Küntscher als Reichsdeutscher Österreich verlassen, obwohl seitens seines Arbeitgebers großes Interesse an einer Weiterbeschäftigung bestand. Nach einer arbeitsfreien Zeit kehrte er Ende 1946 wieder an seine alte Arbeitsstelle in den Leunawerken zurück und hatte Anteil an der Wiederinbetriebnahme der stark zerstörten Werksanlagen. Gleichzeitig wurde er von der SMAD als Mitarbeiter zweier Russischer technischer Büros verpflichtet, Behälter und Apparate Leuna sowie Eisen an seinem alten Studienstandort in Freiberg. Schon da zeigte sich der Pragmatismus der sowjetischen Stellen, die Küntschers Fachwissen über seine NS-Vergangenheit stellten. Im März 1949 wurde Küntscher unter drei Bewerbern und mit Empfehlung des Präsidiums der Kammer der Technik als Chefmetallurge und Technischer Direktor für das Stahl- und Walzwerk Hennigsdorf ausgewählt. Anlass waren die nicht erreichten Zielstellungen in der Rohstahlproduktion und der Fertigung von Walzerzeugnissen, die in dem damals üblichen Ursachendiskussionen teilweise Küntschers Vorgänger angelastet wurden. Küntscher konnte durch elementare Änderungen im Produktions- und Reparaturablauf schnell messbare Erfolge erreichen und sich einen guten Ruf erarbeiten. 1951 wurden im Stahlwerk bereits wieder Vorkriegswerte in der Stahlproduktion erreicht, was für die damaligen Verhältnisse einen großen Erfolg bedeutete. In die Hennigsdorfer Zeit fällt auch die Verleihung des Nationalpreises III. Klasse für Wissenschaft und Technik als Ehrung für die Entwicklung eines Herstellungsverfahrens für einen neuen Qualitätsstahl, für sein wissenschaftliches Standardwerk zu technischen Baustählen und für seinen Anteil am Wiederaufbau des Hennigsdorfer Stahl- und Walzwerkes.

### Professor an der Bergakademie Freiberg
Schon 1951 erhielt Küntscher von der Freiberger Bergakademie einen Lehrauftrag für das Fach Sonderstahlkunde, welchen er mit Vorlesungen ab dem Frühjahrssemester 1952 umsetzte. Mit Wirkung vom 15. Juni 1953 erfolgte mit der Ernennung zum Lehrstuhlinhaber für Eisenkunde und zum Direktor des Eisenhütteninstituts, beides in der Nachfolge von Ernst Diepschlag, der noch im gleichen Jahr starb, der endgültige Wechsel nach Freiberg. Küntscher übernahm die Professur in einer Zeit, die vom Aufbau der Eisen- und Stahlindustrie geprägt war und dementsprechend ausreichend Fachleute benötigte. So wurde gleich zu Beginn seiner Lehrstuhlzeit im Wintersemester 1953 mit 76 Studenten der zahlenmäßig stärkste Jahrgang an Eisenhüttenleuten immatrikuliert und 1954 nochmals 67 Studenten. Das Eisenhütteninstitut beschäftigte jedoch bei Küntschers Amtsantritt inklusive seiner Person 4 Mitarbeiter und war diesem Ansturm in keiner Weise gewachsen. Zudem hatte die Bergakademie von der DDR-Regierung den Auftrag erhalten, die Entwicklung der Montanindustrie in der DDR mit einer Erhöhung der Kapazität und einer Verbesserung der Qualität der Lehre und Forschung mit zu unterstützen. Unter Küntscher entwickelte sich nun das Eisenhütteninstitut zu einem leistungsfähigen Institut. In relativ kurzer Zeit setzte er eine Institutserweiterung durch einen Neubau mit Hörsaal und Laboratorien durch, der 1956 übergeben werden konnte. Zu diesem Zeitpunkt zählte das Eisenhütteninstitut nunmehr 33 Beschäftigte. Im Juli 1956 regte Küntscher in einem Brief an den Rektor Otto Meißner die Errichtung eines Instituts für Sonderstahlkunde an und beantragte dementsprechende eine Professur mit Lehrstuhl für Sonderstahlkunde. Bereits einen Monat später lag die Genehmigung vom zuständigen Minister Steinwand vor und Küntscher übernahm zum 1. September 1956 die Leitung des neuen Instituts nebst der angegliederten Stahlberatungsstelle. 1957 delegierte man den Eisenhüttenfachmann für zwei Jahre als Regierungsberater in die Volksrepublik China, um dort beim Aufbau einer modernen chinesischen Stahlindustrie zu helfen.

### Letzte Jahre am Eisenforschungsinstitut
Ende April 1959 beendete Küntscher seine Beratertätigkeit und kehrte wieder an den Standort Hennigsdorf zurück, wo er am dortigen Eisenforschungsinstitut zunächst zum Stellvertreter von Direktor Eduard Maurer ernannt wurde. Am 1. November 1959 schied er auch offiziell aus dem Lehrkörper der Bergakademie aus. Mit der Verabschiedung von Maurer übernahm Küntscher am 5. Januar 1960 die Leitung des Eisenforschungsinstituts. Unter seiner Führung entwickelte sich das Institut in den nächsten Jahren zu einem wissenschaftlich-technischen Zentrum der Metallurgie der DDR. In Zusammenarbeit mit Manfred von Ardenne wurden in dieser Zeit zum Beispiel die technologischen Grundlagen für den Aufbau eines Vakuumstahlwerks im Edelstahlwerk Freital entwickelt. 1964 musste Küntscher wegen einer Erkrankung die Leitung des Instituts aufgeben und starb kurz vor seinem 64. Geburtstag in seinem Ruhesitz im Rostocker Stadtteil Warnemünde.